# Nawóz (województwo lubelskie)
Nawóz – wieś w Polsce położona w województwie lubelskim, w powiecie zamojskim, w gminie Nielisz. Leży przy ujściu Poru do zbiornika Nielisz.
W latach 1975–1998 miejscowość administracyjnie należała do województwa zamojskiego.
Wieś jest sołectwem w gminie Nielisz. Według Narodowego Spisu Powszechnego z roku 2011 wieś liczyła 458 mieszkańców.
Wierni Kościoła rzymskokatolickiego należą do parafii św. Wojciecha i Matki Bożej Różańcowej w Nieliszu.

## Części wsi
| SIMC    | Nazwa      | Rodzaj    |
| ------- | ---------- | --------- |
| 0895511 | Bór        | część wsi |
| 0895528 | Gościniec  | część wsi |
| 0895534 | Grobla     | część wsi |
| 0895540 | Niwa       | część wsi |
| 0895557 | Poprzeczka | część wsi |
| 0895563 | Stara Wieś | część wsi |

## Historia
Miejscowość wzmiankowana w 1431 roku podczas rozgraniczenia wsi z Sułówkiem i Kulikowem. W 1502 r. należała do Włodka z Nawoza. W 1549 r. Nawóz odziedziczyli Jan i Daniel Nawozcy. W 1590 r. część wsi nabył Gruszecki. Od 1597 r. Nawozcy Missopadowie toczyli spór graniczny z Janem Zamoyskim, ale w 1604 r. zostali zmuszeni do ustąpienia. W 1604 r. Hieronim Nawozki sprzedał część Nawoza J.Zamoyskiemu. W tym samym roku Andrzej, syn Daniela Nawozkiego sprzedał swoją część J.Zamoyskiemu, który ponadto odkupił pozostałe części od Gruszeckich i wieś Nawóz wcielono do Ordynacji.
Spis z 1827 r. wymieniał 51 domów i 312 mieszkańców. W końcu XIX w wieś liczyła 2 domy dworskie i 48 włościańskich oraz 452 mieszkańców. Według spisu z 1921 r. we wsi było 107 domów i 671 mieszkańców w tym 5 Ukraińców i 6 Żydów, natomiast folwark liczył 4 domy i 86 mieszkańców, wyłącznie Polaków. Wówczas folwark ordynacki w Nawozie o pow. 210 ha dzierżawił Witold Przyłuski.
7 grudnia 1942 r. wysiedlono Nawóz, a w 2 dni później w nocy 9/10 wieś została częściowo spalona przez partyzantów Gwardii Ludowej z oddziałem Gustawa Króla pseudonim „Cygan”, którzy zaatakowali nasiedloną ludność niemiecką.